# Walter Guyton Cady
Walter Guyton Cady (* 10. Dezember 1874 in Providence, Rhode Island; † 9. Dezember 1974 in East Providence) war ein US-amerikanischer Physiker und Elektroingenieur. Er war ein Pionier auf dem Gebiet der Piezoelektrizität, damit zusammenhängend entwickelte er die ersten Quarzoszillatoren und Quarzfilter.
Cady studierte an der Brown University bis 1895, anschließend von 1897 bis 1900 an der Friedrich-Wilhelms-Universität Berlin und promovierte mit einer Arbeit Über die Energie der Kathodenstrahlen. Danach kehrte er in die USA zurück und unterrichtete von 1902 bis 1946 an der Wesleyan University Physik. Neben der Lehre lagen seine Arbeitsschwerpunkte bei der Piezoelektrizität, darauf basierend bei piezoelektrischen Resonatoren und bei Gasentladungen. Zunächst experimentierte er mit Seignettesalz, welches wie Quarz piezoelektrische Eigenschaften aufweist, erkannte aber in weiterer Folge, dass sich Quarz besser als Resonator in Schwingkreisen eignet. Im Jahr 1921 entwickelte er den ersten Quarzoszillator. Im darauffolgenden Jahr folgten Publikationen, die sich mit Schwingquarzen als Quelle für die Normalfrequenz beschäftigen.
1926 wurde Cady in die American Academy of Arts and Sciences gewählt. Er war im Jahr 1932 Präsident des Institute of Radio Engineers (IRE). Während des Zweiten Weltkriegs beschäftigte er sich mit piezoelektrischen Wandlern in der Radartechnik. Ab 1951 bis zu seiner Pensionierung 1963 war er am Caltech tätig. Cady hielt mehr als 50 Patente.

## Werke
- Walter Guyton Cady: Piezoelectricity: An introduction to the theory and applications of electromechanical phenomena in crystals. Dover Publications, 1964.